# Musée archéologique éolien de Lipari
Le Musée archéologique éolien de Lipari (italien Museo archeologico regionale eoliano di Lipari) est un musée situé à Lipari, dans l'île du même nom, l'une des îles Éoliennes. Il accueille un mobilier archéologique venant des îles Éoliennes depuis la préhistoire. Il est situé sur le Castello di Lipari, la ville haute fortifiée qui domine Lipari. Il porte aujourd'hui le nom de celui qui l'a fondé en 1954, Luigi Bernabò Brea, surintendant aux Antiquités de Sicile orientale et responsable de nombreuses fouilles dans les îles Éoliennes.

## Bâtiments

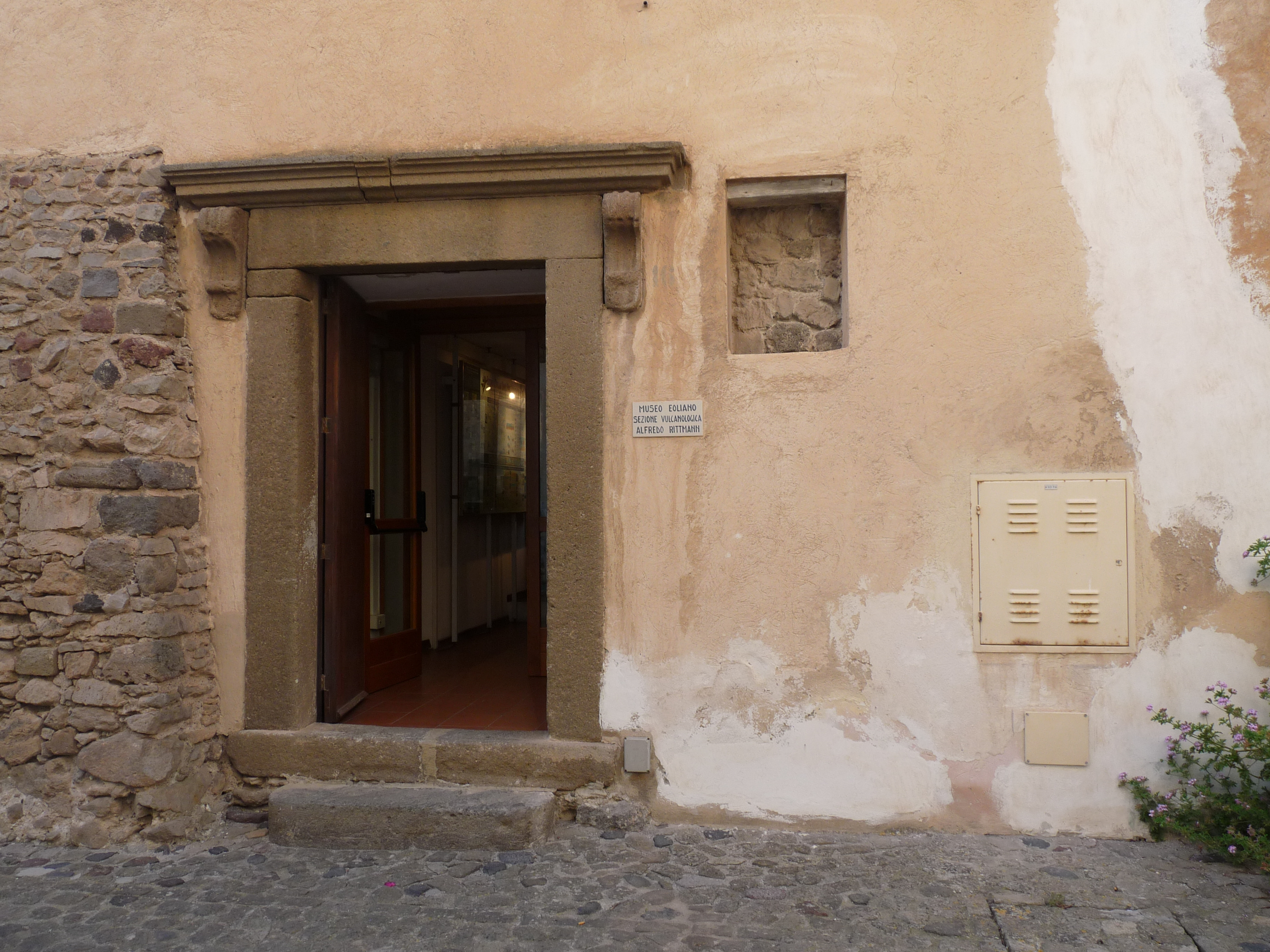
Entrée du bâtiment de la section volcanologique Alfredo Rittmann

Les différentes sections du musée sont dispersées dans divers bâtiments situés sur le Castello, en général des bâtiments historiques. Ainsi, la section Préhistoire est abritée dans l'ancien palais épiscopal.
Le musée comporte au total une trentaine de salles.
Deux sections externes se trouvent sur les îles de Filicudi (à Filicudi Porto) et de Panarea.

## Collections

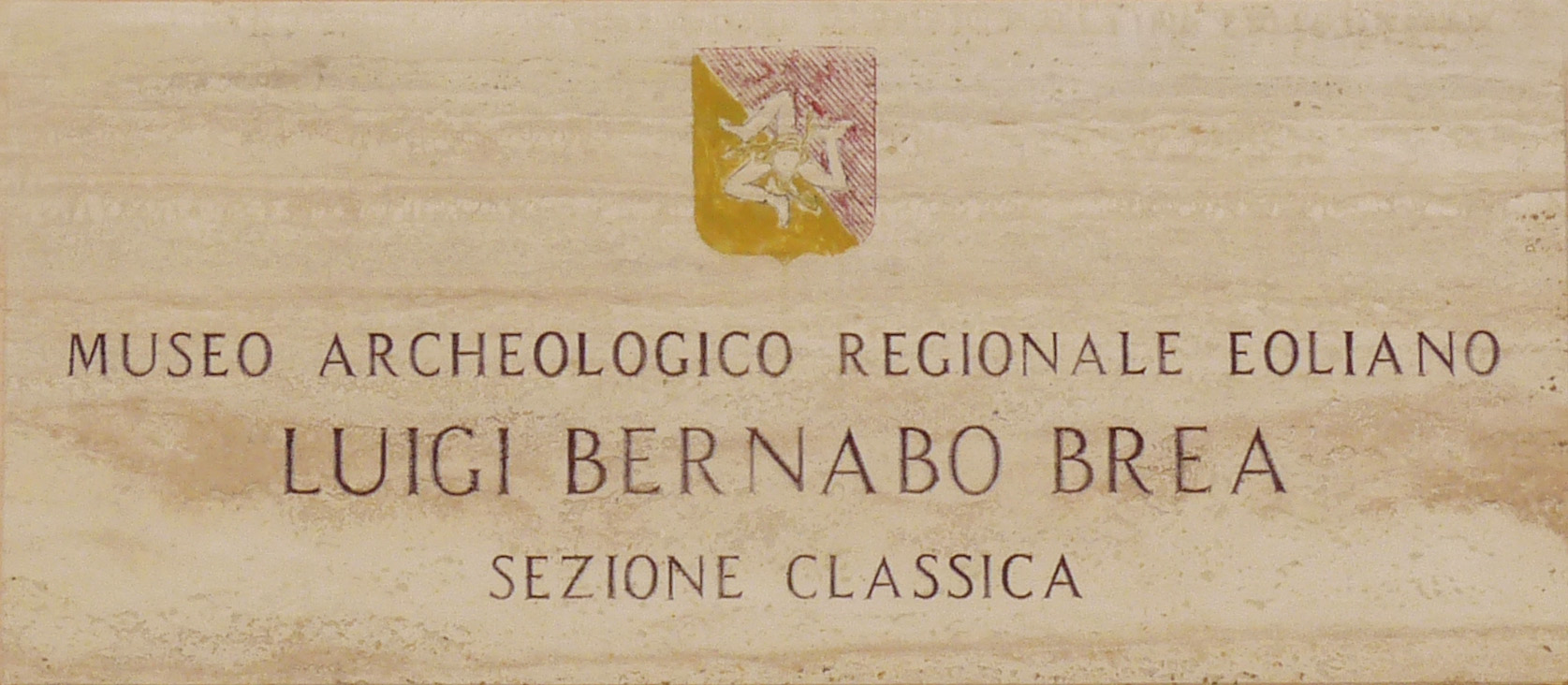
Plaque à l'entrée de la section classique

Les collections sont réparties entre six sections :
- Section préhistorique. Installée dans l'ancien palais épiscopal (XVIIIe siècle), la section préhistorique couvre, au premier étage, la préhistoire de l'île de Lipari du Néolithique à l'âge du Bronze. Au rez-de-chaussée, plusieurs salles présentent des objets remontant à la fondation de la cité grecque, vers 580 av. J.-C., par des colons venus de Cnide, et aux décennies suivantes.
- Section épigraphique. Cette section, accessible à partir de la section préhistorique, expose, dans un jardin et un pavillon, du matériel (sarcophages, cippes et stèles) datant du VIe siècle av. J.-C. au Ve siècle apr. J.-C.
- Section des petites îles. Elle est consacrée à la préhistoire des îles de Salina, Filicudi, Panarea, Alicudi et Stromboli, du Néolithique à l'âge du Bronze.
- Section classique. Cette section, située dans un bâtiment du XXe siècle au nord de la cathédrale, rassemble des objets couvrant les siècles qui vont de la période grecque au seuil de l'époque moderne.
- Section volcanologique. Elle porte le nom d'Alfred Rittmann[1] et elle est installée dans un édifice du XIVe siècle, remanié au XVIIe siècle, en face de la section préhistorique.
- Section de paléontologie du quaternaire. Elle occupe une petite salle dans un bâtiment situé dans la partie sud-ouest du Castello ; on y trouve des fossiles provenant principalement des îles de Lipari et Panarea.